# Lista de histórias de Greg Rucka em Adventures of Superman

Na capa da 629ª edição de Adventures of Superman, dois dos principais personagens das histórias de Rucka: o super-herói Superman e a tenente Lupe Leocádio, comandante da SCU, a divisão da polícia da fictícia cidade de Metrópolis responsável pelos crimes envolvendo seres super-poderosos.

A seguir se apresenta a lista de histórias de Greg Rucka em Adventures of Superman. Rucka colaborou inicialmente com Matthew Clark e Renato Guedes entre as edições 625 e 638 da revista, parte de uma tentativa do editor Eddie Berganza de reformular toda a linha de revistas ligada à Superman a partir de 2004, em que, além dos dois, Brian Azzarello e Jim Lee assumiriam a revista Superman, e Chuck Austen e Ivan Reis assumiriam Action Comics.
A partir de 2005, após a conclusão das histórias de Azzarello e Austen e um hiato no qual Judd Winick escreveu todas as revistas do personagem durante um mês, Rucka retornaria como roteirista da publicação, colaborando com Guedes e Karl Kerschl em Adventures of Superman #640-648.

## Antecedentes e contexto

### As histórias e a influência de John Byrne com o Superman da "Era de Ferro"

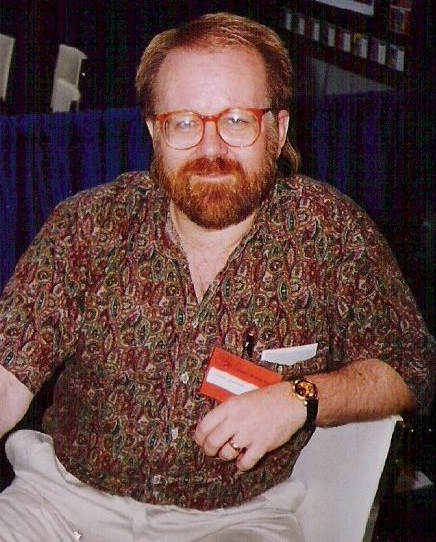
O escritor e desenhista John Byrne.

Entre junho e agosto de 1986 a publicação de Action Comics e Superman foi suspensa pela primeira vez desde a criação das revistas pela DC Comics em 1938 e 1939, respectivamente: nesse período de três o único título protagonizado por Superman a ser publicado pela editora seria a minissérie The Man of Steel, escrita e desenhada por John Byrne. Byrne fora contratado pela editora para reformular o personagem, criando inclusive uma uma nova origem após o evento "Crise nas Infinitas Terras" e seria a partir de The Man of Steel que seriam contadas as novas histórias do personagem, estabelecendo um novo cânone, que desconsiderava todas as histórias produzidas até então.
Após a minissérie, toda a linha de revistas foi reformulada a partir de setembro de 1986. Uma nova revista intitulada Superman foi lançada, com roteiros e desenhos de Byrne, que também assumiu os roteiros e os desenhos da revista Action Comics a partir da edição 584, enquanto a revista Superman original, mantendo sua numeração, teve seu título alterado para Adventures of Superman e passou a ser escrita por Marv Wolfman.
Após Action Comics atingir a histórica marca de 600 edições publicadas, Byrne deixaria o cargo de roteirista e desenhista e a DC Comics tentaria, a partir daquele ano, retomar o formato de antologia, publicando a revista numa periodicidade semanal com diferentes histórias curtas toda semana. A mudança duraria apenas até o ano seguinte, e compreenderia as edições 601 à #642, mas quanto retornou ao formato normal, Byrne já havia abandonado os roteiros das revistas do personagem, insatisfeito com uma suposta "falta de apoio" da editora às modificações que havia imposto ao personagem.
Byrne continuaria influenciado as histórias do personagem mais de uma década após ele abandoná-lo. Dentre os escritores que o sucederam na década de 1990, Stuart Immonen detalhou em uma entrevista realizada à epoca o formato que as revistas do personagem adotaram no período: "Tudo [que fosse incluído numa edição] dependia do seria publicado na semana anterior".

A arte combinada de Stuart Immonen e Jon Bogdanove para Action Comics #742 e Superman: The Man of Steel #77, exemplo do estado das revistas de Superman em 1998, ano de sua publicação. Cada revista possuía um triângulo numerado incluído em suas capas (no caso, "10" e "11") indicando a ordem de leitura, as tramas eram interligadas e se sucediam semanal e mensalmente. À época, o personagem havia se dividido em dois seres distintos, o "Superman Azul" e o "Superman Vermelho".

Conforme as histórias iam sendo produzidas pela equipe responsável por uma das revistas, os roteiros e desenhos eram compartilhados com as demais equipes que viriam a trabalhar nas edições seguintes, criando um ciclo de cooperação: assim como o escritor de Action Comics precisava compartilhar seu trabalho com o escritor que ficaria responsável pela revista a ser publicada na semana seguinte, ele dependia da equipe responsável pela revista que seria publicada na semana anterior à sua, para manter a coesão entre as histórias.
Essa prática serializada foi estabelecida pelo editor Mike Carlin, um dos responsáveis pela bem-sucedida história A Morte de Superman, publicada nesse formato, e se estendeu por cerca de toda a década, mesmo após ele ter deixado o cargo em 1995 e ser sucedido por KC Carlson durante um breve período e, posteriormente, por Joey Cavalieri, que seria o editor das revistas a partir da segunda metade de 1996 até 1999. Durante todo o período os profissionais responsáveis explorariam praticamente todos os elementos da mitologia do personagem, elaborando as mais diversas histórias, e expandindo significativamente o elenco de apoio, que recebia mais e mais destaque nas histórias.
Após ser anunciado como o novo editor da linha de revistas de Superman, também em 1999, Eddie Berganza tentaria resumir o período: "Muitas coisas foram feitas para tentar repetir [o que se conseguiu com] 'A Morte do Superman', mas conforme prosseguiam com esse objetivo, eles iam se afastando mais do próprio Superman. O elenco de apoio crescia e continuam crescendo ao ponto de Superman se tornar um coadjuvante em suas próprias revistas. Havia personagens que vinham da cidade engarrafada de Kandor, e até a irmã mais nova de Lois Lane protagonizava sua própria história. Eles escreveram o personagem por dez anos. Fizeram tudo que poderiam fazer com o personagem principal, então buscaram outras ramificações" As revistas apresentavam tramas complexas, sombrias e imensamente dramáticas - mas se tornaram cada vez tão mais complexas, que para Berganza alguns elementos "básicos" do personagem foram se perdendo, e os dois eventos mais notórios nesse sentido foram a mudança de poderes e o encerramento das atividades do Planeta Diário.

### 1999: A a influência da "Era de Prata"  e a primeira reformulação por Eddie Berganza
Quando Berganza assumiu as funções de editor responsável pelas histórias de Superman, incluindo as publicadas em Action Comics, o personagem vinha passando por baixas vendas, e suas histórias tinham pouca repercussão. Uma nova equipe capitaneada por Jeph Loeb e Joe Kelly tomou para si a responsabilidade de "revitalizar" o personagem. À época o personagem protagonizava quatro diferentes revistas, e elas passaram a ter roteiristas e desenhistas que passariam a trabalhar de forma levemente independente, com histórias individuais, sem a necessidade de se adquirir todas as edições de todas as revistas mensalmente, permitindo aos leitores escolher qual das publicações acompanhar. Loeb se tornou o roteirista de Superman, com arte de Mike McKone, Ed McGuinness e Cam Smith, Kelly assumiu Action Comics ao lado dos artistas Kano e Marlo Alquiza, Adventures of Superman passou a ser escrita por J.M. Dematteis e desenhada por Mike Miller and Jose Marazan, e Superman: The Man of Steel ganhou os artistas Doug Mahnke e Tom Nguyen, com Mark Schultz permanecendo nos roteiros.
A partir de outubro de 1999 a nova equipe começou a promover em suas tramas nas diferentes revistas questionamentos acerca das várias facetas que definiam Superman. Segundo definiria Marcus Medeiros, do site brasileiro Omelete, "o objetivo dos roteiristas era evoluir as bases estabelecidas por John Byrne e seus seguidores para conseguir um Super-Homem mais humano - conseqüência de sua criação por Jonathan e Martha Kent - ao mesmo tempo em que resgatariam a magia e a grandeza perdida da Era de Prata dos super-heróis". Dentre os elementos que retornariam à mitologia moderna do personagem estava a presença de Krypto, o Super-cão e o design de Krypton, planeta natal de Superman.
A proposta para Action Comics era que Kelly elaborasse histórias team-up, focadas na ação mas mostrando Superman sendo confrontado por diferentes personagens, enquanto Loeb abordaria Superman e seu relacionamento com os personagens "básicos": Lex Luthor e as pessoas do Planeta Diário, reaberto logo na primeira história, em Superman #151. Durante o período, foram produzidas histórias significativas na revista, e vários crossovers: Y2K, Emperor Joker e Lex 2000, com a eleição do vilão Lex Luthor para o cargo de Presidente dos Estados Unidos são algumas das histórias produzidas no período. Outras tramas notórias são Mundos em Guerra e A Batalha Final.

Joe Casey seria o escritor da revista até dezembro de 2003, com o lançamento da 623ª edição, mas Joe Kelly retornaria às revistas do personagem em fevereiro e março do ano seguinte para coescrever com Michael Turner o arco de história Godfall - O Fim dos Deuses.

## 2004: Mudanças em Metrópolis e a segunda reformulação por Eddie Berganza

### Dan Abnett e Andy Lanning e transição para a "nova fase"

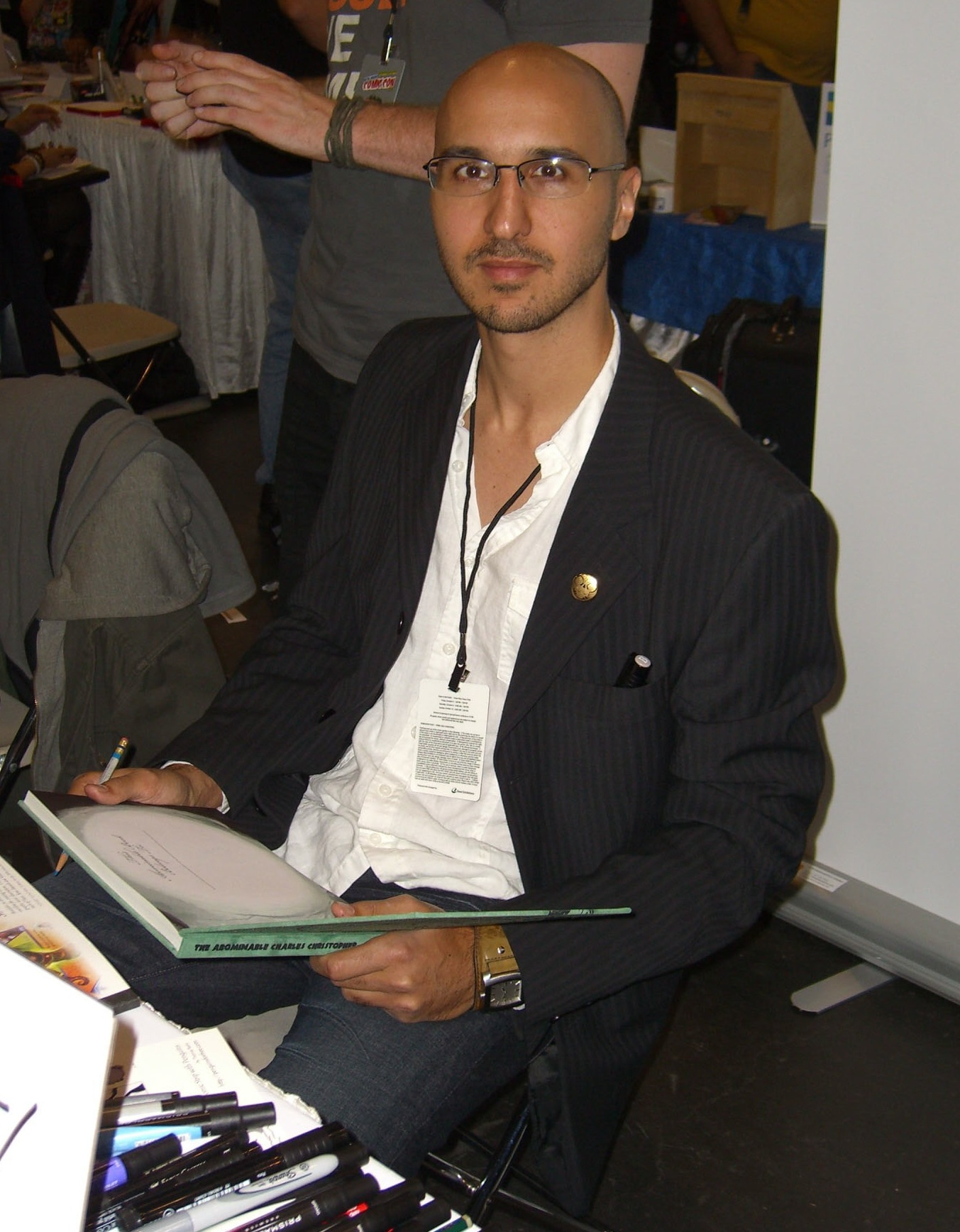
Karl Kerschl foi o desenhista de Adventures of Superman #8624, parte de Strange New Visitor, um arco de história publicado em todas as revistas de Superman de janeiro de 2004.

Em dezembro de 2003, com a publicação das últimas edições de Joe Kelly em Action Comics e de Joe Casey em Adventures of Superman, boa parte das tramas estabelecidas desde 1999 encontrarão uma resolução nas edições 199 e 200 de Superman, de Steven Seagle e Scott McDaniel, pois Kelly e Casey se dedicaram à histórias especiais tratando do Ano Novo e do Natal, respectivamente. Ao final da trama de Seagle, Superman desapareceria e Berganza, o editor das publicações, declararia que com isso, "uma fase da vida do Homem de Aço chega ao final, e começamos uma nova faceta com novos criadores embarcando".
A partir de janeiro de 2004 começaria a transição: Dan Abnett e Andy Lanning escreveram uma história especial que começou em Action Comics #811, continuou em Adventures of Superman #624 e teve sua conclusão em Superman #201. A trama, desenhada por Karl Kerschl, abordaria os eventos sucedendo ao desaparecimento de Superman, em que o herói Mister Majestic chega à cidade em meio aos estranhos eventos que levam ao desaparecimento da tecnologia B13 que modernizara toda a cidade em 2000; Lee Bermejo e Leinil Francis Yu elaboraram um novo design para a cidade fictícia de Metropólis, que até então apresentava um visual futurista por causa dos modificações trazidas pela "tecnologia B13" presente; e Kelly produziu ao lado de Michael Turner e do desenhista Talent Caldwell uma trama para as revistas do personagem que seriam publicadas em fevereiro e março, antes do início da nova fase.
A partir de fevereiro começou a publicação da trama de Kelly e Turner, Godfall, e cada uma das edições envolvidas na trama incluíam uma história curta, de seis páginas, abordando um personagem que seria utilizado pela equipe que assumiria a revista a seguir. Em Adventures of Superman #625 foi publicada uma história reintroduzindo a personagem Lana Lang, até então afastada do elenco de apoio do personagem, e a história da edição seguinte era centrada no vilão Gog. Ambas as histórias foram escritas por Greg Rucka e desenhadas por Matthew Clark.
Godfall inicialmente não estava nos planos de Kelly. Ele pretendia encerrar sua participação na revista com a história de dezembro, mas conforme discutia com Eddie Berganza o encerramento de sua fase à frente dos roteiros da revista, surgiria a oportunidade de auxiliar Turner na produção da nova trama, que representaria a transição para a nova fase, pois abordava justamente o que teria acontecido com Superman após desaparecer ao final de Superman #200. Kelly colaborou analisando ideias de Turner e ajudando-o na elaboração do roteiro e dos layouts que foram usados como base para os desenhos de Caldwell.
Em abril de 2004, com a publicação da 814ª edição de Action Comics, Austen passaria a ser o escritor regular da revista, que deixaria de estampar em sua capa o título "Superman in Action Comics", adotado continuadamente desde o fim de Action Comics Weekly, em favor somente de "Action Comics". Ivan Reis o acompanharia na revista até a edição 819, e receberia muitos elogios por seu trabalho.

### "Hiper-realismo", Brian Azzarello e Jim Lee emSuperman

Arte da capa de Superman #154, a primeira edição por Ed McGuinness. Publicada em janeiro de 2000 após o especial Superman: Y2K, retrata dois dos elementos característicos do período: Superman nos desenhos de McGuinness - cujo traço dinâmico possui fortes influências dos gêneros "cartoon" e "mangá" - e o visual futurista da cidade de Metrópolis.

Berganza teve o auxílio do editor-chefe da DC Comics, Dan DiDio, para contratar uma série de roteiristas e desenhistas que participassem do projeto que estava elaborando para Superman a partir de 2004. Ele via como parte de suas atribuições decidir a direção que as revistas tomariam e quem eram os profissionais melhor habilitados para alcançar esse objetivo e, embora acreditasse que a equipe que até então estava trabalhando nas revistas estivesse sendo bem-sucedida e já tivessem contribuído significativamente para a história continuada do personagem, ele queria promover uma nova mudança, similar a que havia feito em 1999, e novamente alterar a percepção dos leitores acerca de toda a linha de publicações.
[Uma história de] Superman se refere ao espírito humano e, claro, ao 'american way'. Depois de 11 de setembro, ambos receberam um duro golpe. E foi difícil perceber o que Superman deveria ser. Todos ficamos perdidos, talvez até com medo do que fazer depois do que aconteceu, e os fãs sabem quando você fraqueja. Nós precisávamos de um Superman real, e as revistas - e isso era mais óbvio na arte - eram bem afastadas da realidade: Metropólis era uma cidade futuristica vinda do futuro, os vilões eram estranhos e não havia destaque para Clark. — Eddie Berganza, editor, comentando sobre o estado das revistas antes da reformulação de 2004.
Berganza cita os ataques terroristas de 11 de setembro como determinantes para motivá-lo a promover uma nova mudança nas histórias, diminuindo o apelo aos temas fantásticos e buscando histórias que se aproximassem mais da realidade, e isso significava desfazer alguma das mudanças que ele mesmo havia ajudado a promover, como o visual futurista de Metrópolis.
A demanda por histórias que retratassem "um Superman do mundo real" aumentaram, e Berganza buscou refletir isso na escolha dos novos desenhistas, abandonando o estilo adotado na fase interior, marcada por Ed McGuinness e sua inspiração em mangás, e contratando profissionais que seguissem uma escola de desenho baseada no que ele definia como "hiper-realismo": Jim Lee, Matthew Clark e Ivan Reis. À época, o personagem possuía três revistas sendo publicadas mensalmente, e cada desenhista ficaria responsável pelos desenhos de uma delas: Lee em Superman, Clark em Adventures of Superman e Reis em Action Comics.
A nova fase se estenderia além das revistas do personagem, com o lançamento de minisséries dedicadas a alguns personagens situados em Metropólis: Lex Luthor: Man of Steel, por Brian Azzarello e Lee Bermejo; The Question, por Rick Veitch e Tommy Lee Edwards; e The Vigilante, que seria produzida por Micah Ian Wright e Carlos D'Anda a partir de uma ideia de D'Anda e de Jim Lee.

### O fracasso deSuperstorme a interligação entreAction ComicseAdventures of Superman

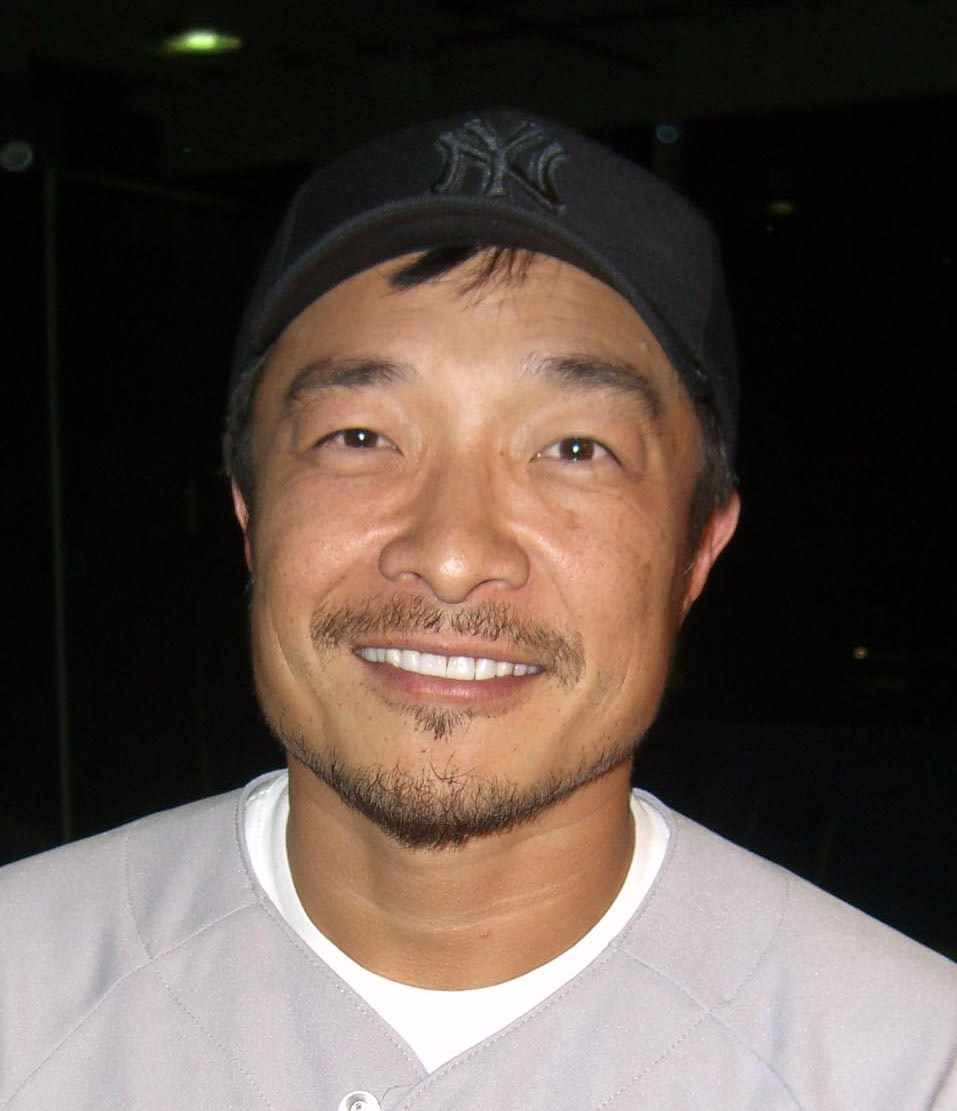
O escritor e desenhista Jim Lee.

A colaboração entre Lee e Azzarello inicialmente começou com a elaboração de uma das minisséries, e posteriormente Lee sugeriria que os dois produzissem uma trama cujos elementos se estendessem além da revista, e influenciasse outras publicações. Essa "trama maior", chamada Superstorm, teria o assassinato de Superman pelas mãos de Lex Luthor como um dos elementos comuns.
Cada revista apresentaria uma trama que pudesse ser lida de forma independente, mas que compunha uma história maior: Luthor planejaria o atentado na minissérie Lex Luthor: Man of Steel, o executaria durante as histórias publicadas em Superman e enquanto o herói Questão investigaria o evento na minissérie The Question, a busca por vingança do Vigilante, seria narrada durante The Vigilante, onde ele tentaria assassinar Luthor como retaliação. As minisséries foram seriam produzidas em conjunto com a equipe editorial da Wildstorm Studios, mas não seguiram o plano original.
Posteriormente seria revelado que Wright estava mentindo publicamente ao afirmar que havia sido membro das forças armadas americanas e outras controvérsias envolvendo o sua opinião dele acerca do governo americano levaram à mudanças no projeto. Wright foi demitido, a ideia foi abandonada e a minissérie acabou sendo escrita por Bruce Jones e desenhada por Ben Oliver, e publicada somente em 2005, apresentando uma trama diferente, e, ao contrário do originalmente planejado, não possuía nenhuma relação com The Question e Lex Luthor.
Enquanto Greg Rucka abordaria em Adventures of Superman o trabalho de Clark Kent como jornalista, após ser rebaixado no Planeta Diário e passar a trabalhar numa nova redação, cobrindo o plantão policial, Austen se dedicaria principalmente a mostrar Superman, mas de forma mais "realista", parte da nova filosofia da editora para as histórias do personagem. As histórias abordaram principalmente "dois grandes desafios: um físico e outro emocional", segundo o próprio Austen. No campo emocional, estava a presença de Lana Lang, que havia se divorciado e se reaproximava de Clark, e no campo físico, a presença de novos inimigos para o personagem. Austen apresentaria em suas primeiras histórias o vilão Gog e em Action Comics #819, apresentaria um casal de novos vilões, chamados "Sodoma" e "Gomorra".
A ideia de retratar Superman agindo de forma mais proativa em relação aos criminosos que enfrentava partiu do editor Eddie Berganza, que determinou de que forma as tramas das revistas se ligariam: Lois Lane não participaria das primeiras histórias de Austen em Action Comics por estar envolvida numa reportagem, e os eventos relacionados a isso seriam retratados exclusivamente em Adventures of Superman. As duas revistas apresentariam tramas que aconteceriam sucessivamente, e antecederiam a trama de Superman, que passaria cronologicamente um ano depois dos eventos narrados por Austen e Rucka.

### O confronto entre Superman e Ruína

O conflito entre Superman e Ruína teve início na primeira edição de Rucka.

## Lista de edições com arte de Matthew Clark e Renato Guedes (2004-2005)
| # | Ed. | Título                                                            | No Brasil                                          | Roteiro    | Desenhos       | Arte-final       |
| --- | --- | ----------------------------------------------------------------- | -------------------------------------------------- | ---------- | -------------- | ---------------- |
| 1 | 625 | "Ode To Patsy Cline"                                              | Ode a Patsy Cline                                  | Greg Rucka | Matthew Clark  | Nelson           |
| Após o desaparecimento de Superman, a Tenente Lupé Leocádio assume o comando da Unidade de Crimes Especiais da Polícia de Metrópolis. Quando dois policiais se veem encurralados por um trio de criminosos, e pedem por reforços, Lupe ouve ao chamado e resolve ajudá-los sozinha - e consegue, impressionando todos ao afirmar que não possui nenhum super-poder. |     |                                                                   |                                                    |            |                |                  |
| 2 | 626 | "Small Hours, Long Days"                                          | Primeiras Horas, Longos Dias                       | Rucka      | Clark          | Nelson           |
| Lois Lane tenta lidar com o fato de seu marido - Clark Kent/Superman - estar desaparecido. Com dificuldades para dormir, caminha pela cidade e se depara com várias coisas que lhe lembram dele: desde uma "Super-liquidação" numa loja até uma banca cheia de jornais cuja manchete é sobre o desaparecimento de Superman. A única notícia que não trata sobre Superman é justamente a manchete do dia no Planeta Diário: tropas americanas estão se mobilizando no exterior. |     |                                                                   |                                                    |            |                |                  |
| 3 | 627 | "Battery, Part 1 of 5"                                            | Bateria, parte 1                                   | Rucka      | Clark          | Nelson           |
| Superman encontra uma garota chamada Lindsey, que se perdeu da mãe dentro de um shopping center e, após tranquilizá-la, a ajuda a encontrar a mãe. Após esse ato ele, como "Clark Kent", é retratado em seu primeiro dia após ser demovido do cargo de repórter na redação do Planeta Diário para ficar responsável pela cobertura policial, acompanhando as atividades da Unidade de Crimes Policias, cuja sede fica na "Torre Metrópolis", o quartel-general da polícia da cidade. Ao chegar no local, encontra outros dois jornalistas: Bernie Carver, funcionário do Estrela Diária, e Geraldine Frank, funcionária da revista The Weekly. Bernie recebe o colega, e o ajuda com a arrumação de sua mesa no novo local de trabalho, mas Geraldine se mostra fria, por estar muito decepcionada em ver um jornalista vencedor do Pulitzer trabalhando num local sem prestígio, para fazer reportagens muito aquém de sua reputação. Clark acompanha a Tenente Lupé Leocádio e uma unidade da UCE durante uma ronda noturna, e os policias lhe informam que a maior parte de seus equipamentos não funcionam mais desde os eventos envolvendo Brainiac 13, e por isso deixaram de usar tecnologia fornecida pelos Laboratórios S.T.A.R. em favor de itens convencionais, como o helicóptero utilizado para a ronda. Durante a conversa, a equipe é alertada de um ataque do vilão "Replikon", desaparecido há anos. Clark "perde o equilíbrio" e cai do helicóptero, e Superman enfrenta o vilão, que está sendo controlado por uma entidade externa. Durante o combate, o controlador de Replikon ativa o sistema de autodestruição, e o vilão morre, deixando Superman sem respostas. Enquanto isso, na redação do Planeta, Lois recebe de uma fonte a informação de que os Estados Unidos irão invadir o Umec, e discute com seu editor, Perry White, sobre viajar para o local sem autorização do Pentágono para uma reportagem completa. |     |                                                                   |                                                    |            |                |                  |
| 4 | 628 | "Battery, Part 2 of 5"                                            | Bateria, parte dois                                | Rucka      | Clark          | Nelson           |
| A UCE e o Corpo de Bombeiros de Metrópolis realiza da limpeza do local após a morte de Replikon, e Superman explica à Tenente Leocádio que não foi o responsável pela morte da criatura. Clark Kent é encontrado dentro de um depósito de lixo, e é resgatado por "Mosquito", um dos policiais da unidade comandada por Leocádio. Ao retornar à Torre Metrópolis, encontra Geraldine, terminando uma matéria sobre o incidente, e os dois discutem sobre o trabalho de ambos como jornalista: ele a incentiva a se dedicar mais à reportagem envolvendo Replikon, e ela compartilha com ele a decepção que sentiu ao encontrar um dos seus ídolos trabalhando "no barraco", pois a cobertura policial seria uma função relegada a jornalistas pouco influentes, como ela, e não como Kent deveria ser. Após terminar seu trabalho, Clark acompanha o Lanterna Verde John Stewart até o planeta onde Replikon havia se exilado com seu casal de filhos. Uma vez lá, encontram o corpo da filha, assassinada, mas não encontram o filho. Voltando para a Terra, Clark encontra sua esposa Lois Lane, se preparando para partir para o Umec. Ele compartilha seus receios, e diz que não poderia protegê-la, pois se vissem Superman numa zona de guerra, ele estaria criando um incidente internacional. Num outro local, o mesmo desconhecido que havia controlado Replikon se prepara para iniciar a "fase dois" de seus testes, com o filho dele. |     |                                                                   |                                                    |            |                |                  |
| 5 | 629 | "Battery, Part 3 of 5"                                            | Bateria, parte 3                                   | Rucka      | Renato Guedes  | Edde Wagner      |
| Enquanto Lois Lane busca se alocar com alguma unidade militar no Umec, seu marido lida com as saudades que sente da esposa e se dedica às reportagens envolvendo a Unidade de Crimes Especiais da polícia de Metrópolis. Uma outra repórter, Geraldine, é designada para acompanhar os policias, e Clark fica no "barraco", o lado dentro do quartel-general da polícia onde os repórteres ficam. Superman encontra a UCE em meio a um confronto com Xlim, o filho do Replikon que haviam enfrentado anteriormente. Xlim consegue escapar, e é revelado que ele está sendo controlado por um desconhecido, que lhe armou com equipamento capaz de anular temporariamente os poderes de Superman |     |                                                                   |                                                    |            |                |                  |
| 6 | 630 | "Battery, Part 4 of 5: Villain Interruptus"                       | Bateria, parte quatro: Vilão Interrompido          | Rucka      | Clark          | Nelson           |
| Uma semana após o primeiro confronto da UCE com Xlim, a criatura volta a atacar, e o homem que a controla a acompanha, sequestrando uma turma de estudantes que faziam uma excursão aos Laboratórios S.T.A.R. e revelando seu nome: "Ruína". A exigência do sequestrador é a presença de Superman. O herói surge e ignorando a ordem as preocupações da Tenente Leocádio, entra no local e consegue resgatar a maioria dos reféns, mas três pessoas permanecem ameaçadas pelo novo vilão. Quando Superman invade a sala onde os reféns estão sendo mantidos, Ruína aciona uma máquina que dispara, mas antes que ela o alcance, o tempo é "parado", e quando todos parecem congelados, um telefone toca. Ao atender, o responsável pela parada é revelado: Mister Mxyzptlk se transportou da "Quinta Dimensão" e parou o tempo para poder conversar com o herói, e lhe avisar que "uma crise se aproxima". Durante a conversa, Mxy mostra a Superman um vislumbre das atividades de Lois Lane no Umec e lhe dá um segundo aviso antes de partir: "tomar cuidado com os gêmeos". Quando o tempo volta a correr, Superman é atingido pelo raio disparado por Ruína, e seus poderes começam a ser drenados, mas a máquina sobrecarrega, causando uma explosão que deixa Superman desnorteado e destrói equipamentos contendo materiais químicos, que acabam derramados sobre dois dos reféns de Ruína. O vilão ordena que Xlim mate o herói. |     |                                                                   |                                                    |            |                |                  |
| 7 | 631 | "Battery, Part 5 of 5"                                            | Bateria, parte cinco                               | Rucka      | Clark e Guedes | Nelson           |
| Numa narrativa, ilustrada por Matthew Clark, é apresentado a resolução do confronto entre Superman, Xlim e Ruína: Leocádio e "Mosquito" comandam duas equipes independentes da UCE e invadem os Laboratórios S.T.A.R., e conseguem resgatar os reféns em tempo de Superman derrotar Ruína com o auxílio de Xlim, que se livrou do controle do vilão. Ruína é preso e Xlim se entrega à polícia. Uma segunda narrativa, ilustrada por Renato Guedes, mostra Lois Lane em Min-Hara, uma cidade no Umec. As duas histórias se encontram quando, após entregar Ruína e Xlim aos cuidados da Tenente Leocádio, Superman ouve Lois Lane ser acertada por um tiro vindo de um sniper. Ele voa para salvar a esposa. |     |                                                                   |                                                    |            |                |                  |
| 8 | 632 | "Time Elapsed"                                                    | Tempo Decorrido                                    | Rucka      | Paul Pelletier | Rick Magyar      |
| A história destaque o "tempo decorrido" antes e a partir do momento em que Superman resgata Lois após ela ter sido atingida por um tiro. Ele demora cerca de 3 segundos para, voando em super-velocidade, atravessar o planeta, indo dos Estados para o Umec. 47 segundos após encontrar Lois, chega num hospital e a entrega para os médicos, pedindo que a ajudem. 18 minutos após Superman sair de Metrópolis, a tenente Leocádio designa "Mosquito" e mais cinco policiais da UCE para acompanharem Xlim e Ruína até a penitenciária Stryker. Dentro do camburão, o vilão explica que usou Replikon e Xlim para atacar Superman, a quem culpa pelo aquecimento global em razão de seus poderes virem da absorção de luz solar. 40 minutos após Superman encontrar Lois: ela ainda está na sala de cirurgia, sendo atendida pelos médicos do Exército americano. 1 hora e 27 minutos depois do tiro: o Umec anuncia sua rendição incondicional aos Estados Unidos após os relatos de que Superman teria sido avistado no campo de batalha, e a equipe do Planeta Diário é avisada de que Lois fora atingida. 2 horas depois do tiro: o camburão da UCE chega a penitenciária na Ilha Stryker, mas quando os agentes da prisão o abrem, encontram todos os policiais, inclusive "Mosquito", mortos. Xlim alega ser inocente, e Ruína está desaparecido. 3 horas e 26 minutos depois do tiro: a Tenente Leocádio está no Hospital Geral de Metrópolis acompanhando os dois estudantes gêmeos e a professora que haviam sido atingidos por produtos químicos na escola atacada por Ruína, e é informada do desaparecimento do vilão por telefone. Ruína chega ao local e ataca a todos para "buscar" os gêmeos. 4 horas e 50 minutos após o tiro, Superman continuando esperando a equipe médica terminar a cirurgia. Com Lois estável, Superman e Flash a levam para ser tratada no quartel-general da Liga da Justiça, onde o Doutor Meia Noite, um médico super-herói, a acompanha. Superman permanece ao lado do leito da esposa, e, abalado, promete nunca deixá-la. |     |                                                                   |                                                    |            |                |                  |
| 9 | 633 | "That Healing Touch, Part 1 of 3"                                 | O Toque Que Cura, parte 1                          | Rucka      | Clark          | Andy Lanning     |
| Os gêmeos Alex e Alexandra reagem aos produtos químicos nos quais foram banhados, e começam a se transformar em "Parasitas". Ruína acompanha de perto a transformação dos dois, com planos de utilizá-los a seu favor. Em seu apartamento, Clark recebe a visita da família de Lois Lane, que quer acompanhá-la de perto durante seu período de recuperação. Lois se irrita com o que considera "super-proteção" da parte de sua mãe, e pede que ela a deixa um pouco sozinha. A irmã de Lois, permanece no local enquanto Clark, como Superman, vai ao encontro da Tenente Leocádio, que interroga Xlim sobre o paradeiro de Ruína. Ele não sabe onde o vilão está, mas revela a Superman que Ruína se prepara especificamente para evitar os poderes de Superman, usando anuladores de frequência para bloquear sua super-audição e chumbo para barrar a super-visão. Superman, então, decide procurar lugares que não seja capaz de encontrar usando seus sentidos desenvolvidos, e encontra um galpão abandonado, com os dizeres: "Tarde demais". Os parasitas chegam ao apartamento de Lois, e se preparam para atacar. |     |                                                                   |                                                    |            |                |                  |
| 10 | 634 | "That Healing Touch, Part 2 of 3: Narrative Interruptus Secondus" | O Toque Que Cura: Historia Interruptus Secundus    | Rucka      | Clark          | Lanning          |
| . |     |                                                                   |                                                    |            |                |                  |
| 11 | 635 | "That Healing Touch, Part 3 of 3"                                 | O Toque Que Cura, parte 3                          | Rucka      | Clark          | Lanning          |
| . |     |                                                                   |                                                    |            |                |                  |
| 12 | 636 | "The Road to Ruin Part One"                                       | Estrada para a Ruína Parte Um                      | Rucka      | Rags Morales   | John Dell        |
| . |     |                                                                   |                                                    |            |                |                  |
| 13 | 637 | "The Road to Ruin Part Two"                                       | Estrada para a Ruína Parte Dois                    | Rucka      | Guedes e Clark | Guedes e Lanning |
| . |     |                                                                   |                                                    |            |                |                  |
| 14 | 638 | "The Road to Ruin: Narrative Interruptus Tertiarius"              | Estrada para a Ruína: História Interruptus Tertius | Rucka      | Clark          | Lanning          |
| . |     |                                                                   |                                                    |            |                |                  |

## Hiato eContagem Regressiva para a a Crise Infinita

A partir de Adventures of Superman #640, Karl Kerschl se tornou o desenhista principal, substituindo Matthew Clark.

Com a conclusão do trabalho de Austen e Reis, a minissérie Crise Infinita e os eventos relacionados a mesma teriam um papel significativo não apenas nas histórias de Gail Simone e John Byrne - dupla que os sucederia em Action Comics -  mas também no trabalho desenvolvido por Mark Verheiden, sucessor de Azzarello, e pelo próprio Rucka. Judd Winick escreveria apenas uma edição da revista, a 639, parte de um arco publicado em abril de 2005 nas três revistas do personagem (além de Adventures of Superman, a 826ª edição de Action e a 216ª de Superman), todas desenhadas por Ian Churchill e Norm Rapmund e dedicadas a narrar um confronto de Superman e Capitão Marvel com o vilão Eclipso.
Cronologicamente, os eventos da história se passam pouco antes do que seria narrado na minissérie Dia de Vingança, e se aprofundam na temática explorada em todas as histórias relacionadas com Crise Infinita - o iminente colapso do universo ficcional dos super-heróis da editora.
Em texto publicado em 2012, Darren Mooney apontaria que "[O colapso] é um tema recorrente nessas histórias [do período anterior à Crise Infinita]. 'Projeto OMAC' explorou o que poderia acontecer se o laço de confiança entre os heróis se partisse. 'Sacríficio' explorou o que poderia levar Superman a matar, sugerindo que o Homem de Aço permitia que o nível de força que ele utiliza aumentasse em resposta à ameaças. 'Vilões Unidos' imaginava o que aconteceria se os heróis fizessem algo que levasse os vilões a se 'sindicalizarem'". O propósito específico de Dia de Vingança era tornar coeso todo o aspecto "mágico" do Universo DC, "limpando-o e unificando-o".

## Sacríficio

Adventures of Superman #642, parte da história Sacríficio.

## Lista de edições com arte de Guedes e Karl Kerschl (2005-2006)
| #  | Ed. | Título                                | No Brasil                  | Roteiro    | Desenhos     | Arte-final |
| -- | --- | ------------------------------------- | -------------------------- | ---------- | ------------ | ---------- |
| 15 | 640 | "The Road to Ruin, Part 4 of 4"       | Estrada para a Ruína Final | Greg Rucka | Karl Kerschl | Kerschl    |
| .  |     |                                       |                            |            |              |            |
| 18 | 641 | "Innocence"                           | ASA                        | ASA        | ASA          | ASA        |
| 19 | 642 | "Sacrifice, Part 3 of 4: Remembrance" | ASA                        | ASA        | ASA          | ASA        |
| 20 | 643 | "Fragmentation"                       | ASA                        | ASA        | ASA          | ASA        |
| 21 | 644 | "Blame and Remorse"                   | ASA                        | ASA        | ASA          | ASA        |
| 22 | 645 | "Breaking Point"                      | ASA                        | ASA        | ASA          | ASA        |
| 23 | 646 | "Rack and Ruin, Part 1 of 2"          | ASA                        | ASA        | ASA          | ASA        |
| 24 | 647 | "Rack and Ruin, Part 2 of 2"          | ASA                        | ASA        | ASA          | ASA        |
| 25 | 648 | "Look... Up in the Sky"               | ASA                        | ASA        | ASA          | ASA        |